# Родригеш Сампаю, Антониу
Антониу Родригеш Сампаю (порт. António Rodrigues Sampaio ; 25 июля 1806, Эшпозенди, Королевство Португалия — 13 сентября 1882, Синтра) — португальский политический, государственный и дипломатический деятель, Премьер-министр Португалии (Председатель Совета Министров) (25 марта 1881 — 14 ноября 1881), министр внутренних дел Португалии (1871—1877), министр иностранных дел Португалии (1881), журналист.
Видный представитель португальского либерализма 1800-х годов.

## Биография

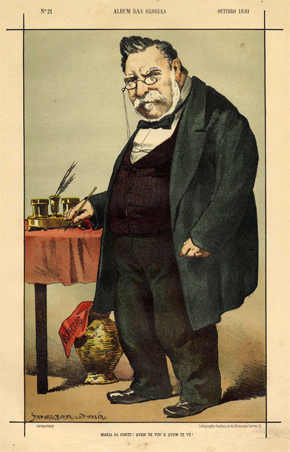
Карикатура на Антониу Родригеша Сампаю художника Рафаэля Бордалу Пиньейру

Из крестьян. Образование получил при монастыре. Позже сам обучал крестьянских детей.
Занимался политической журналистикой. Был главным редактором журнала «Сентябрьская революция» (A Revolução de Setembro). Член Регенеративной партии. Во время правления короля Португалии Мигеля I за свои политические взгляды с 1828 по 1831 год был заключён в тюрьму.
После победы либералов, сторонников сохранения конституционной монархии над приверженцами абсолютизма в гражданской войне поддерживал Жуана Карлуша Салданья, стал членом умеренно-либеральной партии «Реженерасан» («Возрождение»). Стал первым журналистом и политическим комментатором в стране, пользовавшимся большой популярностью.
На всеобщих выборах в ноябре 1851 года был избран депутатом парламента от округов Барселуш и Лиссабон (до 1878). В 1852 году основал и был первым президентом Центра содействия улучшению прав трудящихся.
Умер от пневмонии.